# Hemocultura

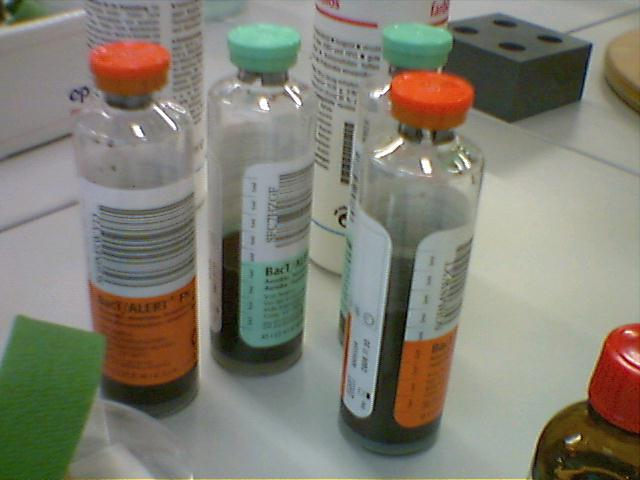
Uma hemocultura

Hemocultura é um exame que pesquisa bactérias no sangue através do uso de meios de cultura específicos.Podendo identificar a bactéria causadora da patologia e qual medicação usar para tratá-la.

A coleta de sangue para Hemocultura é mais indicada quando ocorrer pico de febre, mas em casos mais graves não é obrigatório.